# Lužec nad Vltavou
Lužec nad Vltavou là một làng thuộc huyện Mělník, vùng Středočeský, Cộng hòa Séc.